# (36237) 1999 VX11
1999 VX11 (asteroide 36237) é um asteroide da cintura principal. Possui uma excentricidade de 0.15733320 e uma inclinação de 9.99219º.
Este asteroide foi descoberto no dia 10 de novembro de 1999 por Charles W. Juels em Fountain Hills.